# Eupatorium margaritense
Eupatorium margaritense là một loài thực vật có hoa trong họ Cúc. Loài này được (Hassl.) Hassl. mô tả khoa học đầu tiên năm 1916.